# غراهام روجرز (ممثل)
غراهام روجرز (بالإنجليزية: Graham Rogers)‏ هو ممثل أمريكي، ولد في 17 ديسمبر 1990 في الولايات المتحدة.

## أعمال

### أفلام
- (2014) حب ورحمة[4]

### مسلسلات
- كوانتيكو

## وصلات خارجية
- غراهام روجرز على موقع IMDb (الإنجليزية)
- غراهام روجرز على موقع ألو سيني (الفرنسية)
- غراهام روجرز على موقع أول موفي (الإنجليزية)
- غراهام روجرز على موقع قاعدة بيانات الفيلم (الإنجليزية)
- غراهام روجرز على موقع كينوبويسك (الروسية)